# Сарајево диск
Сарајево диск је дискографска кућа са сједиштем у Сарајеву, основана 1978. године. Престала је са радом 2000. године, али је поново почела са издавачким дјелатностима у септембру 2012. године.

## Познати извођачи
- Халид Бешлић
- Ханка Палдум
- Хари Мата Хари
- Хари Варешановић
- Хашим Кучук Хоки
- Миле Китић
- Неда Украден
- Шабан Шаулић
- Шериф Коњевић
- Тома Здравковић
- Ватрени пољубац
- Заим Имамовић
- Злата Петровић
- Зоран Кулина